# Edward Kemnitz
Edward Marcin Kemnitz (ur. 10 października 1907 w Warszawie, zm. 10 marca 2002 w Montrealu) – polski prawnik, społeczny i polityczny działacz obozu narodowego, członek Pogotowia Patriotów Polskich, Młodzieży Wszechpolskiej i Obozu Wielkiej Polski, współzałożyciel i działacz struktur kierowniczych Obozu Narodowo-Radykalnego, członek cywilnych struktur Organizacji Wojskowej Związek Jaszczurczy, Armii Krajowej i Narodowych Sił Zbrojnych, komendant Okręgu Pomorskiego NSZ w I połowie 1945 r., ps. „Szczeciński”, „Marcin”. Działacz Rady Pomocy Żydom „Żegota”. Odznaczony medalem Sprawiedliwy Wśród Narodów Świata.

## Życiorys

### Rodzina i dzieciństwo
Urodził się w rodzinie Wojciecha i Marii z domu Kukułka. Podczas I wojny światowej przebywał z matką i braćmi w Berlinie. 4 maja 1919 powrócił do Polski - do Poznania. Uczęszczał w latach 1919 - 21 do Gimnazjum im. Bolesława Chrobrego w Gnieźnie. Następnie ukończył Gimnazjum im. św. Stanisława Kostki w Warszawie.

### Młodość i przedwojenna działalność polityczna
Podczas nauki w Gimnazjum im. św. Stanisława Kostki w Warszawie został członkiem tajnego Pogotowia Polskich Patriotów. Od 1926 r. studiował prawo na Uniwersytecie Warszawskim. Zaangażował się wówczas w działalność w Młodzieży Wszechpolskiej. Działał w Bratniej Pomocy, kierując jej sekcją gospodarczą, wchodził też do Zarządu Bratniaka, gdzie przez 2 lata był kierownikiem kuchni akademickiej, oraz korporacji Aquilonia, w której w latach 1928–1931 pełnił funkcję skarbnika. Poza uczelnią wstąpił do Obozu Wielkiej Polski, w której pełnił funkcję kierownika regionu Warszawa-Praga. Od 1932 r. kontynuował studia w Wielkiej Brytanii w prestiżowej London School of Economics. Po powrocie do Warszawy w 1934 r., podjął pracę w Fabryce Wyrobów Ołowianych i Cynowych należącej do jego ojca na stanowisku dyrektora. Jednocześnie zaczął działać w ramach tajnej struktury politycznej ruchu narodowego – Organizacji Polskiej. Był jednym z założycieli Obozu Narodowo-Radykalnego, w którym pełnił funkcję kierownika organizacyjnego Wydziału Stołecznego. Po delegalizacji ONR został osadzony przez władze w lipcu 1934 r. w więzieniu centralnym przy ul. Daniłowiczowskiej w Warszawie, a następnie w obozie w Berezie Kartuskiej. We wrześniu tego roku został jednak z niego wypuszczony i ponownie podjął działalność w Organizacji Polskiej, dochodząc do najwyższego poziomu, tzw. Zakonu. W latach 1936–1937 był członkiem Komitetu Wykonawczego i kierownikiem pionu kupiecko-rzemieślniczego tajnego ONR. Po zostaniu współwłaścicielem rodzinnej fabryki współfinansował działalność organizacji, został też członkiem zarządu spółki wydawniczej wydającej „ABC – Nowiny Codzienne”, organ prasowy środowiska byłego ONR, a od 1938 r. – radnym Warszawy (Praga/Grochów). Poza działalnością polityczną udzielał się społecznie w organizacji gospodarczej Związek Polski.

### Okres II wojny światowej
Brał udział w wojnie obronnej 1939 r. w obronie Twierdzy Modlin jako dowódca plutonu w stopniu podporucznika. Po zakończeniu działań wojennych powrócił do Warszawy, gdzie wziął ślub z Izabelą Lubieńską. Od grudnia 1939 r. zaangażował się w działalność konspiracyjną w ramach Organizacji Wojskowej Związek Jaszczurczy i Organizacji Polskiej, zostając zastępcą kierownika sekcji przemysłu metalowo-elektrycznego w grupie gospodarczej. Pracował też w komórce propagandy Grupy „Szańca”. Finansował czy współfinansował podziemne pisma „Szaniec” oraz „Walkę". Po utworzeniu Narodowych Sił Zbrojnych we wrześniu 1942 r., został jego członkiem, a jednocześnie uczestniczył w pracach Służby Cywilnej Narodu w dziale przemysłowym, w którym przygotowywano program gospodarczy na okres niepodległości. Jednocześnie od stycznia 1943 r. działał także w Armii Krajowej w komórce „Import”, zajmując się przyjmowaniem zrzutów broni i sprzętu, a także cichociemnych. Wraz ze swoim ojcem prowadził ponadto działalność w Radzie Pomocy Żydom „Żegota”. Wybuch Powstania Warszawskiego zastał go poza stolicą. Zaczął organizować w rejonie Milanówka, Podkowy Leśnej i Żyrardowa sieć placówek, mających nieść pomoc rodzinom ewakuowanym z Warszawy.

### Okres komunistyczny
Po zajęciu Polski przez Armię Czerwoną i zainstalowaniu władzy komunistycznej kontynuował podziemną działalność. Od kwietnia 1945 r. pełnił funkcję komendanta Okręgu I Pomorskiego Narodowych Sił Zbrojnych „Armia Polska”. W lipcu tego roku został aresztowany przez UB w Poznaniu i osadzony w więzieniach w Warszawie, Poznaniu, Bydgoszczy i Wronkach. W lipcu 1947 r. chory wyszedł na wolność w związku z uchwaleniem amnestii. W 1949 r. ponownie go aresztowano i 27 listopada 1951 r. skazano na 10 lat więzienia. Kolejne 7 lat przebywał w więzieniach na Mokotowie w Warszawie, we Wronkach i w Sztumie. Po warunkowym wyjściu z więzienia w 1955 r. pracował jako nauczyciel języka angielskiego w Warszawie.

### Na emigracji
Z powodu ciągłych szykan UB i braku możliwości życiowej stabilizacji w 1964 r. wyemigrował do Kanady. Początkowo był wykładowcą historii i kultury polskiej w Loyola College w Montrealu. Następnie przez 11 lat pełnił funkcję dyrektora biblioteki naukowej najpierw w Loyola College, a od 1974 r. na Uniwersytecie Concordia. Jednocześnie włączył się w życie społeczności polonijnej w Kanadzie. W latach 1966–1977 organizował kursy licealne im. Adama Mickiewicza, przygotowujące młodzież do pracy społecznej wśród Polonii. Odwiedzał polskie szkoły z odczytami na temat najnowszych wydarzeń historycznych, działał w zarządach organizacji polonijnych m.in. w SPK – Koło nr 7, Klubie Polskich Ziem Zachodnich, Związku Weteranów Polskich im. marszałka Józefa Piłsudskiego, Polskiej Radzie Szkolnej i Kole Przyjaciół Fundacji Jana Pawła II w Montrealu. W latach 1975–1977 był członkiem Zarządu Polskiego Instytutu Naukowego. Za pomoc udzielaną Żydom podczas okupacji niemieckiej został 13 grudnia 1983 r. wraz z nieżyjącym już ojcem udekorowany przez Instytut Jad Waszem medalem i tytułem Sprawiedliwego Wśród Narodów Świata, które odebrał w Konsulacie Generalnym Izraela w Kanadzie. Ofiarował go jako wotum do muzeum klasztoru jasnogórskiego w Częstochowie. W tym samym roku wydał w Londynie na prawach rękopisu swoje Wspomnienia z pracy politycznej i społecznej w latach 1923–1956. Do śmierci współredagował „Biuletyn Koła Żołnierzy AK w Montrealu”, którego był członkiem. W 2001 r. na wniosek ambasadora polskiego w Kanadzie został awansowany do stopnia podpułkownika. Zmarł 10 marca 2002 r. i został pochowany na cmentarzu Cote-Des-Neiges w Montrealu w „Kwaterze Zasłużonych” Polskiej Fundacji Społeczno-Kulturalnej.

## Odznaczenia
- Krzyż Kawalerski Orderu Zasługi Rzeczypospolitej Polskiej
- Krzyż Walecznych – dwukrotnie
- Krzyż Narodowego Czynu Zbrojnego
- Krzyż Armii Krajowej
- Medal Sprawiedliwy wśród Narodów Świata